# Basilika Mariä Heimsuchung (Albendorf)

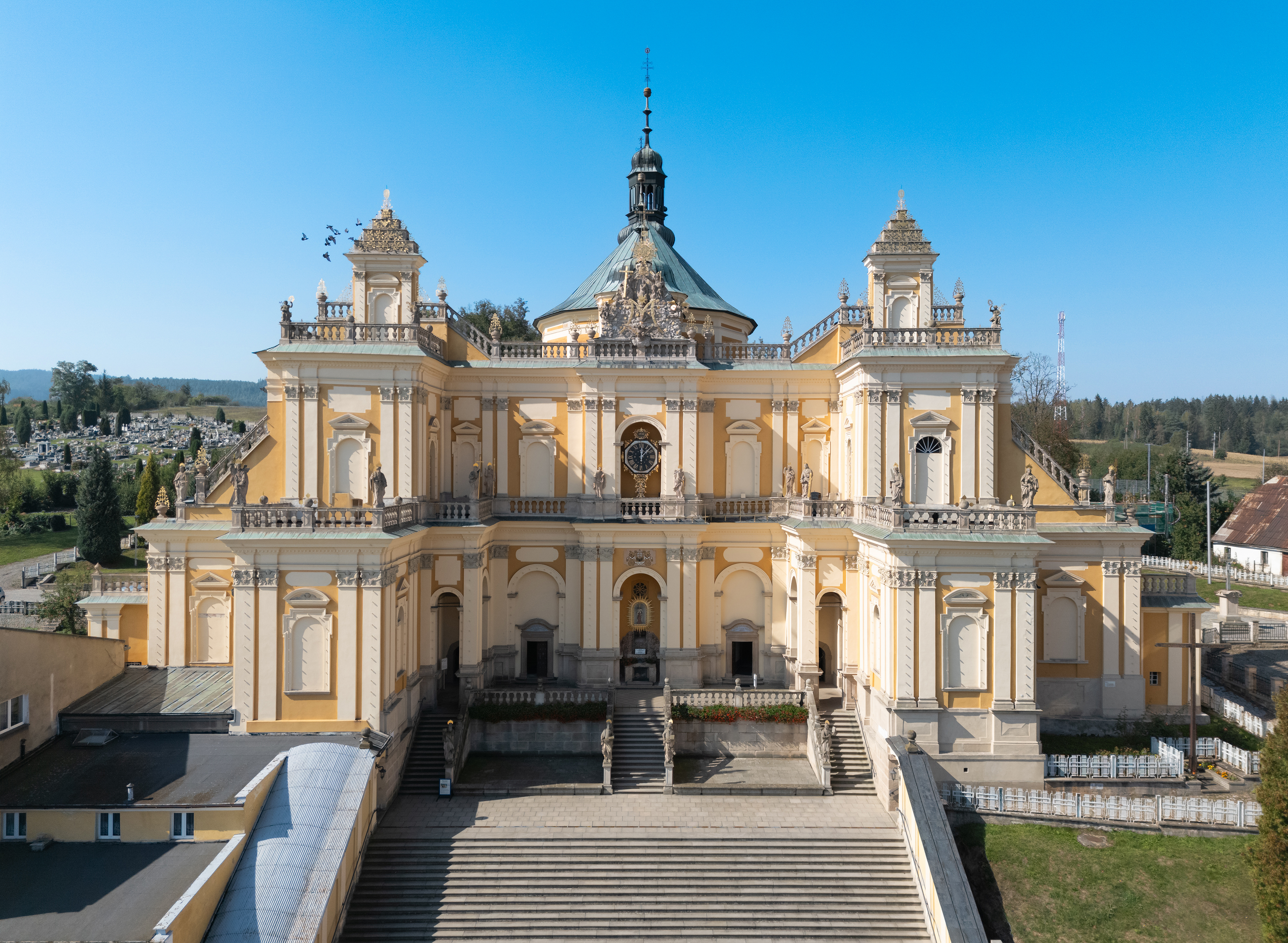
Fassade der Basilika

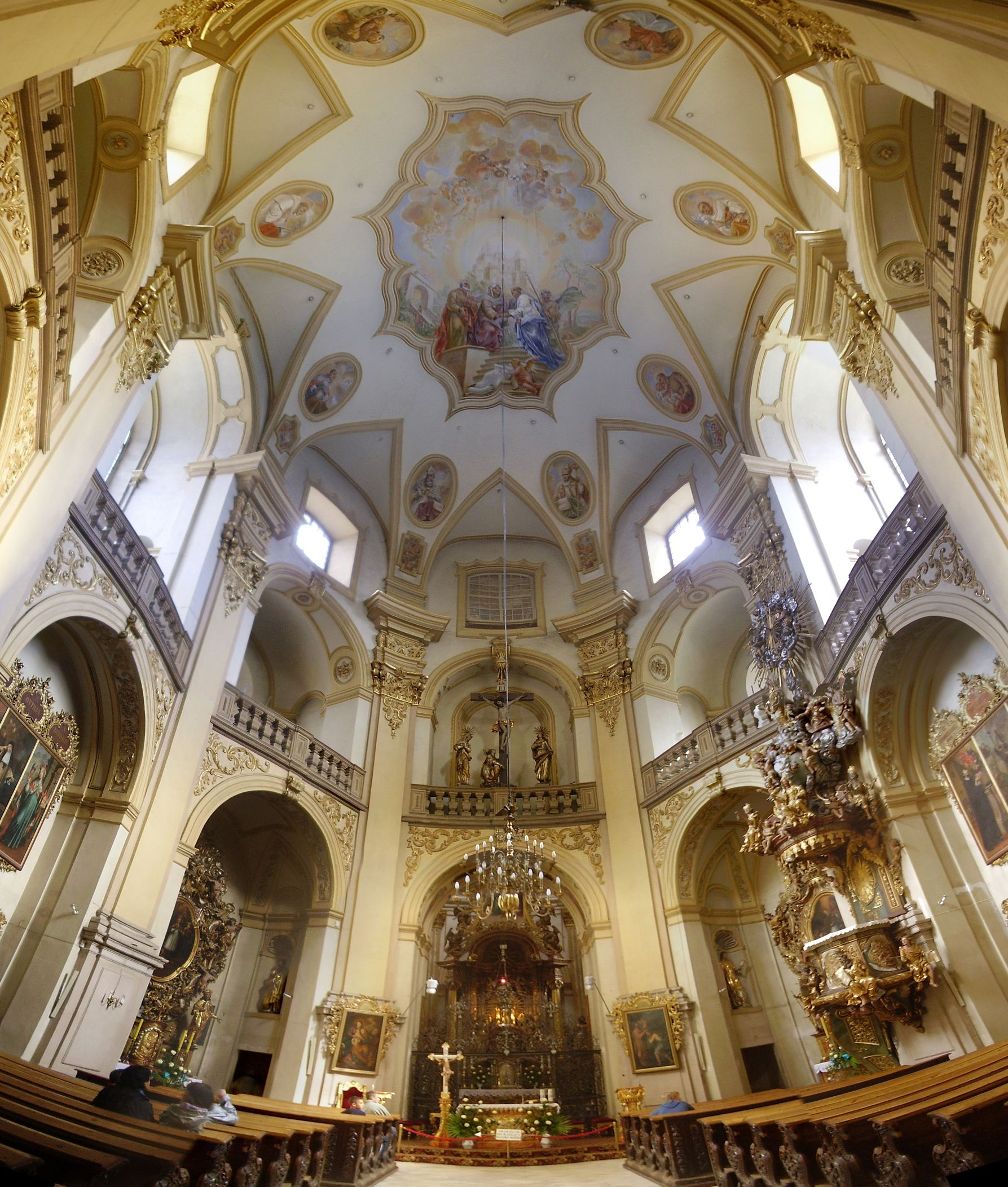
Innenraum

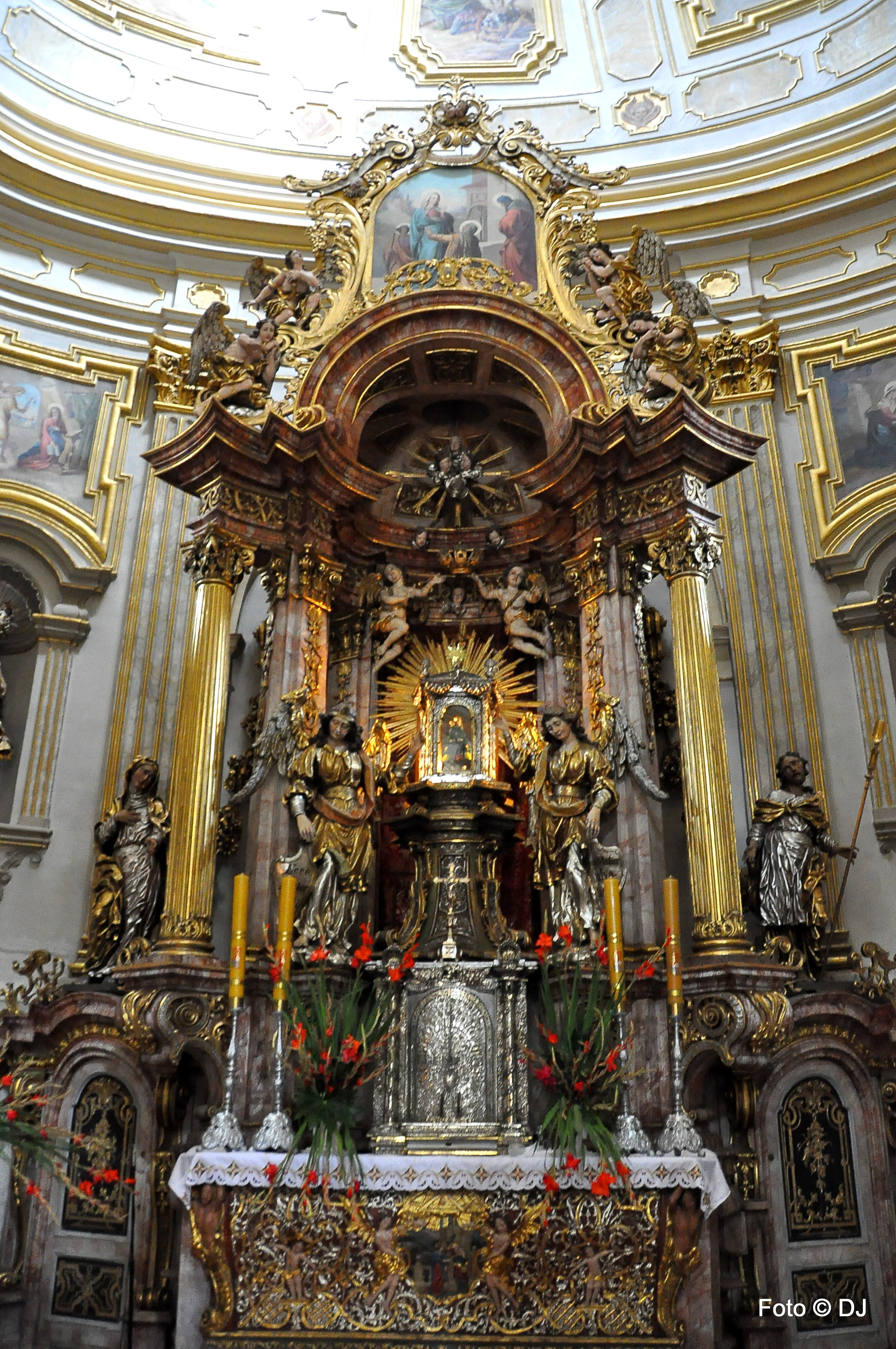
Hochaltar von Flacker

Die Basilika Mariä Heimsuchung (polnisch Bazylika Nawiedzenia Najświętszej Marii Panny) ist eine römisch-katholische Wallfahrtskirche in Wambierzyce (deutsch Albendorf) in Polen. Die Kirche mit dem Patrozinium Mariä Heimsuchung gehörte seit Anbeginn zusammen mit der Grafschaft Glatz zum Bistum Prag, das 1344 zum Erzbistum erhoben wurde. 1936 wurde sie in den Rang einer Basilika minor erhoben. Nach dem Zweiten Weltkrieg 1945 gelangte sie zusammen mit Schlesien an Polen. Erst 1972 wurde sie durch päpstliche Anordnung in das Erzbistum Breslau eingegliedert. Sie ist als Kulturdenkmal geschützt.

## Geschichte
Die jetzige Basilika wurde zwischen 1715 und 1723 im Stil des Barock erbaut. Sie befindet sich auf einem Hügel, auf dem im 12. Jahrhundert eine aus Holz gefertigte Marienstatue stand. Nach einer Chronik von 1218 erlangte der blinde Jan dort sein Augenlicht zurück. Danach wurde die Statue als wundertätig verehrt und von vielen Gläubigen aufgesucht. 1263 wurde auf dem Hügel eine Holzkirche errichtet, die in den Hussitenkriegen zerstört wurde. Der vom Grundherrn Ludwig von Pannwitz errichtete Neubau aus Backstein wurde 1512 geweiht, jedoch während des Dreißigjährigen Krieges wieder zerstört. Zur Förderung der Wallfahrt begann Daniel Paschasius von Osterberg den Bau einer dreischiffigen Basilika nach den damaligen Vorstellungen vom herodianischen Tempel. Diese wurde 1710 geweiht, hatte wegen Baumängeln aber keinen Bestand. 
Nach Abtragung des baufälligen Vorgängerbaus wurde zwischen 1715 und 1723 von Graf Franz Anton von Götzen die heutige Kirche erbaut. 1936 verlieh Papst Pius XI. der Kirche den Rang einer Basilica minor. Im August 1987 krönte Kardinal Stefan Wyszyński die Marienstatue, die seitdem als „Königin der Familien“ verehrt wird.
Auf der gegenüberliegenden Talseite, jenseits des Baches Cedron, befindet sich der Kalvarienberg. Er besteht aus 45 Kapellen und Bildwerken und wurde ebenfalls von Daniel Paschasius von Osterberg nach seinen Jerusalemfahrten angelegt. Seit der zweiten Hälfte des 18. Jahrhunderts wurde Albendorf wegen seiner religiösen Anlagen als „Schlesisches Jerusalem“ bezeichnet.

## Architektur
Die 54 Meter breite Renaissance-Fassade erhebt sich über einer breiten Freitreppe mit 33 Stufen, die für die Lebensjahre Jesu stehen. Die Schaufassade kann abends mit etwa 1300 Lampen illuminiert werden. Die Kirche ist als Zentralbau auf acht mächtigen Pfeilern auf einem ovalen Grundriss ausgeführt. In der Gnadenkapelle zeigt der barocke Hochaltar mit den hll. Anna und Joachim auf den Pforten das auf 1380 datierte Marienbildnis, eine 28 Zentimeter hohe Statue aus Lindenholz.
Der aus Wien stammende Glatzer Bildhauer Karl Sebastian Flacker schuf im Hauptschiff zwei prachtvolle Barockaltäre für Antonius von Padua und den böhmischen Landesheiligen Johannes Nepomuk sowie die Magnifikat-Kanzel mit Marienfigur und in der Bekrönung mit Personifizierungen der vier Kontinente. Das Deckengemälde von J. Bonora stellt „Mariä Heimsuchung“ dar. Zahlreiche Votivgaben zeugen von Gebetserhörungen.